# Jacopo Bilardo
Jacopo Bilardo (* 4. November 2004 in Forlì) ist ein italienischer Tennisspieler.

## Karriere
Bilardo spielte zwischen 2019 und 2022 auf der ITF Junior Tour, wo er vier Doppeltitel bei unterklassigen Turnieren gewann und in der Junioren-Rangliste Platz 277 erreichte.
Seine ersten Profiturniere bestritt Bilardo im Jahr 2022, vor allem auf der drittklassigen ITF Future Tour. Im Jahr 2023 sicherte er sich dort seinen ersten Doppeltitel. 2024 folgten vier weitere Future-Turniersiege, womit er erstmals in die Top 1000 der Weltrangliste einzog und Platz 534 erreichte. Im Einzel erzielte er 2024 mit zwei Future-Halbfinals ebenfalls seine ersten Punkte und stieg bis auf Platz 1101 auf. Sein bisher einziger Auftritt auf der ATP Tour erfolgte beim Masters-Turnier in Rom, wo er zusammen mit Giorgio Ricca eine Wildcard erhielt. Das Duo unterlag jedoch in der ersten Runde den Belgiern Sander Gillé und Joran Vliegen.